# Copris pseudomoffartsi
Copris pseudomoffartsi är en skalbaggsart som beskrevs av Moretto 2011. Copris pseudomoffartsi ingår i släktet Copris och familjen bladhorningar. Inga underarter finns listade i Catalogue of Life.